# Irogane
Irogane ("metais coloridos") é o termo que designa um grupo de metais japoneses - formas de cobre (com impurezas naturais) e de ligas de cobre - tratadas através de processos de patinagem (niiro), tradicionalmente usados na fabricação de espadas, pegadores para portas deslizantes e destaques de luxo em objetos maiores, assim como em tempos contemporâneos, na joalheria. As ligas contêm de dois a cinco metais. Alguns estudiosos creem que métodos semelhantes aos usados na produção do irogane foram usados no Egito antigo e no mundo romano, assim como na China (wu tan) e no Tibete (dzne-ksim).:p. 125

## História
O cobre não processado com impurezas naturais, incluindo-se yamagane, e o cobre altamente refinado (akagane, motogane) eram conhecidos há muitos séculos, com o uso dessas ligas remontando a algo entre 300 a 900 anos antes da atualidade e possivelmente até mesmo 1200 anos. Shakudō, por exemplo, pode ser reconhecido em fontes pelo menos desde o século XII. Shibuichi tem uma história entre 550 a 750 anos, com amostras documentadas da década de 1630.:p. 94 Em função do conteúdo metálico precioso, shakudo e shibuichi sempre foram usados em pequena escala, como em detalhes de armas, portas, pequenos recipientes ou mobília.